# Lady of the Morning
"Lady of the Morning" is een nummer van de Brits-Australische muziekgroep Marvin, Welch & Farrar. Het verscheen op hun album Second Opinion uit 1971. Dat jaar werd het uitgebracht als de enige single van het album.

## Achtergrond
"Lady of the Morning" is geschreven en geproduceerd door groepsleden John Farrar, Bruce Welch en Hank B. Marvin. Het werd in een aantal landen uitgebracht als single, waaronder het Verenigd Koninkrijk, Nederland, België, Australië, Denemarken, Nieuw-Zeeland, Portugal en Zweden. Het kwam alleen in Nederland in de hitlijsten terecht, waar het plaats 34 in de Top 40 en de zesde positie in de tiplijst voor de Daverende Dertig behaalde. De Finse band Karma maakte in 1976 een Finstalige versie van het lied, genaamd "Tyttö aamuruskon".

## Hitnoteringen

### Nederlandse Top 40
| Hitnotering: 17-07-1971 t/m 24-07-1971 | Hitnotering: 17-07-1971 t/m 24-07-1971 | Hitnotering: 17-07-1971 t/m 24-07-1971 | Hitnotering: 17-07-1971 t/m 24-07-1971 |
| Week                                   | 1                                      | 2                                      |                                        |
| -------------------------------------- | -------------------------------------- | -------------------------------------- | -------------------------------------- |
| Nummer                                 | 40                                     | 34                                     | uit                                    |

### NPO Radio 2 Top 2000
| Nummer met noteringen in de NPO Radio 2 Top 2000 | '00  | '01  |
| ------------------------------------------------ | ---- | ---- |
| Lady of the Morning                              | 1445 | 1836 |

1. ↑  Een vetgedrukt getal geeft de hoogste notering aan.
2. ↑  2000 was het eerste jaar met een notering voor dit nummer.
3. ↑  Deze tabel is bijgewerkt tot en met de laatste editie (2024).